# Delphinium viscosum
Delphinium viscosum är en ranunkelväxtart som beskrevs av Joseph Dalton Hooker och Thoms.. Delphinium viscosum ingår i släktet storriddarsporrar, och familjen ranunkelväxter. Utöver nominatformen finns också underarten D. v. chrysotrichum.